# 1882 في الجزائر
الأحداث من عام  1882 في الجزائر.

## الأحداث
- 1 نوفمبر – افتتاح القسم الأول من خط سكة حديد من القراح إلى تقرت حتى باتنة على مسافة 80 كلم .

## المواليد
- الميلود المهاجي – فقيه ولغوي ومؤرخ جزائري
- فاطمة آيت منصور عمروش – شاعرة ومغنية شعبية جزائرية ، توفيت في 9 يوليو 1967 في سان بريس أون كوجليس، فرنسا.